# 鲁谷
39°54′12″N 116°14′15″E / 39.903287°N 116.237626°E
鲁谷是北京市石景山区的一处地名，鲁谷地区位于石景山区东南部，是石景山居民最密集、住宅数量最多的一处住宅小区。地名“鲁谷”传说源于明代永乐年间，是由明朝著名将领刚炳将军之战败而命名。
1987年，鲁谷地区开始建立居住小区，小区总站地200万平方米，最初，鲁谷地区兴建的小区多为首钢公司、地铁公司、计算机报社为公司职工建立的居民楼，其永乐小区是当时（20世纪90年）最大的小区。鲁谷以西的焦家坟是北京地区几个大的拆迁居民安置地之一。近些年，由于商业地产开发商的介入，已建成依翠园、双锦园、三山园、四季园、五芳园、六合园、七星园，共计7部商业化楼盘小区。
北京地铁18号线将设鲁谷站，该站已于2017年12月开工。